# Auftragskunst
Die Auftragskunst ist eine der ältesten und bis ins 19. Jahrhundert hinein die meistverbreitete Form von Kunst. Sie entstand in der Zeit, in der Kunst und Handwerk noch nicht so klar wie heute voneinander zu unterscheiden waren, und bezeichnet das Anfertigen eines durch einen Mäzen oder anderweitigen Geldgeber beauftragten Werkes, das in der Regel einen engen Kontakt zwischen Künstler und Auftraggeber, aber auch Auftraggeber und Werk zur Folge hatte. Ein typischer Gegenstand aus dem Bereich Auftragskunst ist beispielsweise das Porträt.
Erst im 19. Jahrhundert emanzipierten sich Künstler wie van Gogh oder die französischen Impressionisten und begannen zu malen, ohne einen potenziellen Käufer für das Bild zu haben. Folglich war es seither wünschenswert, „sich einen Namen zu machen“, sich zu etablieren und nicht in der Menge der Künstler unterzugehen. 
Der größte Auftraggeber für bestimmte Formen der Kunst ist heutzutage der Staat, der sein Interesse an Gedenkstätten, öffentlichen Gebäuden und Denkmälern zum Beispiel durch Ausschreibungen an Künstler, vor allem aber Architekten vermittelt.